# Єдлінка
Єдлінка (пол. Jedlinka) — село в Польщі, у гміні Хожеле Пшасниського повіту Мазовецького воєводства.
Населення — 50 осіб (2011).
У 1975-1998 роках село належало до Остроленцького воєводства.

## Демографія
Демографічна структура станом на 31 березня 2011 року:
|          | Загалом | Допрацездатний вік | Працездатний вік | Постпрацездатний вік |
| -------- | ------- | ------------------ | ---------------- | -------------------- |
| Чоловіки | 28      | 5                  | 19               | 4                    |
| Жінки    | 22      | 3                  | 10               | 9                    |
| Разом    | 50      | 8                  | 29               | 13                   |